# セーフ・ハウス・ライブ
『セーフ・ハウス・ライブ』（タイ語: SAFE HOUSE บ้านลับ จับ LIVE、セーフ・ハウス・バーンラッブ・チャッブ・ライブ）は、タイのGMMTVが企画し、YouTubeとFacebookにて生配信したGMMTV所属タレント8名によるリアリティーライブショー。
アタパン・プーンサワット（ガン）、ピラパット・ワタナセッシリ(アース)、サハパー・ウォンラート（ミックス）、ルーク・イシカワ・プラウデン（ルーク）、ナラウィット・ルートラコーム（ポンド）、プーウィン・タンサックユーン（プーウィン）、タナワット・ラッタナキットパイサーン（カオタン）、トライ・ニムタワット（ニオ）、タワン・ウィホクラット（テイ）がシェアハウスに寝泊まりし、仲間との生活や様々なゲームに挑戦する様子が、2021年9月13日から19日までの7日間 毎日08:00-09:00、12:00-14:00、18:00-00:00 ICTに配信された。
同年、「セーフ・ハウス・ライブ シーズン2 : ウィンターキャンプ (SAFE HOUSE บ้านลับ จับ LIVE Season2 : Winter Camp)」が11月15日から21日までの7日間配信され、翌年の3月にはシーズン3、9月にはシーズン4が配信された。

## シーズン1

### 出演者
アタパン・プーンサワット（ガン）
27歳。代表作に『Theory of Love』などがある。テイとは『I'm Tee, Me Too』などで共演している。
メンバーの中で最も芸歴が長い。初日から3日目まで参加。
ピラパット・ワタナセッシリ(アース)
27歳。『A Tale of Thousand Stars』で相手役としてミックスと共演した。
サハパー・ウォンラート（ミックス）
23歳。『A Tale of Thousand Stars』で相手役としてアースと共演した。
ルーク・イシカワ・プラウデン（ルーク）
26歳。配信初日の9月13日に26歳の誕生日を迎えた。
ナラウィット・ルートラコム（ポンド）
20歳。『Fish Upon the Sky』で相手役としてプーウィンと共演した。
プーウィン・タンサックユーン（プーウィン）
18歳。『Fish Upon the Sky』で相手役としてポンドと共演した。
タナワット・ラッタナキットパイサーン（カオタン）
22歳。『A Tale of Thousand Stars』に出演しアース、ミックスと共演した。ガンの昔からのファン。
トライ・ニムタワット（ニオ）
20歳。『Fish Upon the Sky』に出演しプーウィン、ポンドと共演した。
タワン・ウィホクラット（テイ）
30歳。代表作に『Dark Blue Kiss』などがある。
腰痛持ち。4日目から最終日まで参加。

### 概説
GMMTVは2021年9月8日にセーフ・ハウスを楽しむための5つのポイントを発表した。また、新型コロナウイルス感染症流行下での実施であることから、関連スタッフも含めたワクチン接種や検査を撮影前と撮影中にも実施し、安全に撮影を行う予定であることを表明した。

#### 5つのポイント
1. これは8人のGMMTV所属タレントたちがシェアハウスで1週間の共同生活を行う様子を生配信する、GMMTV初のリアリティライブショーである。
2. 視聴者は8人の朝の目覚めから、着替え、食事、就寝までのライフスタイルを観ることができる。
3. シェアハウスは3つのベッドルーム、5つのバスルーム、リビングルーム、キッチン、バー、ダイニングルームを備えた2階建てのモダンスタイルの家で、注目は庭にプールが設置されていることである。家のいたるところには配信用の定点カメラが設置されている。
4. 8人は毎日様々なゲームで勝負をしコインを収集する。収集したコインの多さによって最終的に1人の勝者を決定する。
5. 視聴者は7日間毎日1日3回（08:00-09:00、12:00-14:00、18:00-00:00 ICT）GMMTVのFacebookとYouTubeで生配信を観ることができる。

#### 注意喚起
GMMTVは9月13日の番組開始前に、一部のファンがセーフ・ハウスの撮影で使用する家の周辺をうろつく等し地域住民のプライバシーを侵害しているとして、公式Twitterを通して撮影場所に行かないようファンに注意喚起を行った。

#### スポンサー
配信にあたってGMMTVは一部のスポンサー企業と共にキャンペーンを企画し、それぞれの期間中に実施されたキャンペーン参加者に対し、キャンペーン賞品としてセーフ・ハウスのメンバーの誰かひとりとビデオコールができる権利を用意した。
- Peppermint Field[5]

9月17日にビデオコール実施予定。Peppermint Fieldの商品を購入しトップスペンダー5名以内になること。
- Lactasoy[6]

9月18日15：30-16：00にビデオコール実施予定。タイ国内向けには300mlの商品を購入することを条件としたが、国外ファン向けには250mlの商品でキャンペーンに応募することが可能とした。
- Sea Me NOW Seafood[8]

9月18日、19日 16：00-16：30にビデオコール実施予定。SeaMeNOWの商品を購入しトップスペンダー10名以内になること。
- SUPER[9]

9月19日にビデオコール実施予定。Super Coffeeの商品を179バーツ分購入すること。
- DEOKLEAR[10]

Deoklear Mineral Deodorant Stickの商品を購入しトップスペンダー10名以内になること。
- Canon
- Snack Jack
- Sangsang Soymilk
- Dyson
- SHABU BAAN CHANT（食事提供）
- Kor Ra Kang（食事提供）
- Greyhound Cafe（食事提供）

### ランキング
4日目以降は、ガンの代わりにテイが加入したため、テイがガンのコインを引き継いでいる。

| 順位 | 1日目      | 1日目  | 2日目      | 2日目  | 2日目 | 3日目      | 3日目  | 3日目 | 4日目      | 4日目  | 4日目 | 5日目      | 5日目  | 5日目 | 6日目      | 6日目  | 6日目 | 7日目      | 7日目  | 7日目 |
| 順位 | 名前       | コイン | 名前       | コイン | 王様  | 名前       | コイン | 王様  | 名前       | コイン | 王様  | 名前       | コイン | 王様  | 名前       | コイン | 王様  | 名前       | コイン | 王様  |
| ---- | ---------- | ------ | ---------- | ------ | ----- | ---------- | ------ | ----- | ---------- | ------ | ----- | ---------- | ------ | ----- | ---------- | ------ | ----- | ---------- | ------ | ----- |
| 1    | ガン       | 1      | ガン       | 3      |       | カオタン   | 6      |       | カオタン   | 7      |       | カオタン   | 8      |       | カオタン   | 10     |       | カオタン   | 14     |       |
| 2    | アース     | 1      | ミックス   | 3      |       | ガン       | 5      |       | テイ       | 6      |       | テイ       | 7      |       | ポンド     | 10     |       | ポンド     | 13     |       |
| 3    | ミックス   | 1      | カオタン   | 3      |       | ミックス   | 5      | 〇    | ポンド     | 6      |       | ポンド     | 7      |       | プーウィン | 8      |       | アース     | 13     |       |
| 4    | カオタン   | 1      | ルーク     | 2      | 〇    | ルーク     | 4      |       | ミックス   | 5      |       | ミックス   | 6      |       | ルーク     | 8      | 〇    | ルーク     | 12     |       |
| 5    | プーウィン | 1      | プーウィン | 2      |       | ポンド     | 4      |       | ルーク     | 5      |       | ルーク     | 5      |       | アース     | 8      |       | プーウィン | 12     | 〇    |
| 6    | ポンド     | 0      | ニオ       | 2      |       | ニオ       | 2      |       | プーウィン | 4      | 〇    | プーウィン | 5      |       | テイ       | 7      |       | ミックス   | 11     |       |
| 7    | ルーク     | 0      | アース     | 1      |       | プーウィン | 2      |       | アース     | 3      |       | アース     | 4      |       | ミックス   | 6      |       | テイ       | 11     |       |
| 8    | ニオ       | 0      | ポンド     | 1      |       | アース     | 1      |       | ニオ       | 1      |       | ニオ       | 1      | 〇    | ニオ       | 3      |       | ニオ       | 6      |       |

### 放送内容

#### 1日目（9月13日月曜日）
初日は1回のみの配信で、18:00ICTのセーフ・ハウスへの入居から0:00の就寝までの様子が約6時間配信された。 9月13日はルークの誕生日であることから、食後にサプライズの誕生日パーティーが催された。
- 入室
- 各カメラに向かって挨拶、写真撮影
- 食事・片付け
- 福笑い（What The Faceゲーム）

勝ち：ガン、アース、ミックス、カオタン
負け：プーウィン、ポンド、ルーク、ニオ
- 福笑いで勝った4人が広い寝室へ、負けた4人が狭い寝室へ移動
- パーティー準備
- ルークのサプライズ誕生日パーティー
- かくれんぼ（鬼1：ニオ、鬼2：アース）

勝ち：プーウィン
- ガン、カオタン、アース、ミックスによるファントーク
- ポンド、プーウィン、ニオ、ルークによるファントーク
- テレビ視聴
- 就寝

#### 2日目（9月14日火曜日）
2日目は3回の配信の間に2回のゲリラライブ配信を実施した。
【1回目配信（8：00-9：00 ICT）】
ルークが最も早く目覚めており、読書をして他のメンバーを待っているところから配信が開始された。1日目の敗者の部屋には「昨日のゲームで負けた者たちが朝食を用意すること」というミッションが記載された封筒が置かれており、ニオがそれを発見し読み上げた。朝食時、天の声からの指示により最初の「KING OF THE DAY（今日の王様）」を決めるゲームがニオ進行で実施され、ルークが最も大きな声を出せたことで最初の勝者となった。
- 起床（ミックス、ニオ、ポンド、プーウィン）
- 朝食準備

ルーク：ハム・ソーセージ
ニオ：トースト
プーウィン：卵焼き
ポンド：皿準備等
ミックス：目玉焼き（勝利チームだが自主的に料理）
- 起床（ガン、カオタン、アース）
- 食事
- 最初の「KING OF THE DAY（今日の王様）」を決めるゲーム

最も大きな声を出せた人が勝利（ルーク）
【2回目配信】
ガンによるスマートフォンの自撮りでの映像で主に進行され、10分程で配信を終了した。
- セッション（ルーク、ニオ、カオタン）
- セーフ・ハウス内の紹介

【3回目配信（12：00-14：00 ICT）】
メンバーを撮影した写真をスポンサーであるCanonのプリンターでプリントアウトする様子から配信開始された。その後天の声の指示によりゲームに使用するための道具を今日の王様であるルークが各メンバーに配布した。しかしルーク自身が使用する道具が残っておらず、道具が入っていた籠を使用してゲームに参加することとなった。
- 写真プリント
- King（ルーク）よりゲームに使う道具を配布
- ロウソク消しゲーム

勝ち：ガン、ミックス、プーウィン
負け：アース、カオタン、ルーク、ポンド、ニオ
- 昼食
- 片付け
- 自由時間
- テレビ視聴
- 各自が持ってきたアイテム紹介

【4回目配信】
ガンの呼びかけによって全員でプールサイドで食事をする様子と、その後ルークとニオによるプール遊びの様子が約20分配信された。
【5回目配信（18：00-0：00 ICT）】
- UNO
- Snack Jack（スナックジャック）差し入れ
- スパイゲーム

2分以内にスナックジャックを手に入れ食べることができるかを競う
体に鈴をつけたチーム全員と目隠しをして水鉄砲を持ったもうひとつのチームの代表1人による勝負
勝ち：ルーク、ニオ、ポンド、カオタン
負け：ガン、アース、ミックス、プーウィン
- 食事、プールサイドでのデザート
- グッドスニッフィングゲーム

2人一組になり、家の中に隠されたペパーミントの匂いが付いたアイテムを探す
勝ち：ニオ、カオタン、ガン、ミックス
負け：ポンド、プーウィン、ルーク、アース
- 自由時間、ガンによる心理テスト
- ガン、カオタン、ニオ、ミックスによるファントーク
- ポンド、プーウィン、アース、ルークによるファントーク
- 自由時間、UNO、夜食、怪談

#### 3日目（9月15日水曜日）
ガン参加最終日。2日目同様、3回の配信の間に2回のゲリラライブ配信を実施した。
【1回目配信（8：00-9：00 ICT）】
2日目同様ルークのみが起床しており、プールサイドでシャドーボクシングをしている様子から配信開始された。天の声の指示でルークと後から起きてきたニオがすでに起きていたミックス以外の他メンバーを起こし、ダイニングに集合した。朝食前に「KING OF THE DAY（今日の王様）」を決めるゲームが実施され、ミックスが勝者となった。
- 起床
- 「KING OF THE DAY（今日の王様）」を決めるゲーム

ゼンマイ人形を動かし、中心から最も遠くで止まった人が脱落していき、最後に残った人が勝利（ミックス）
- 食事

【2回目配信】
ミックスの呼びかけによりガン以外のメンバーがリビングで手を使わずにクッキーを食べる競争をする様子が約20分配信された。ガンは寝室で寝ていた。
【3回目配信（12：00-14：00 ICT）】
テレビを見る様子と、ニオとルークによるセッションから配信開始された。途中からニオとルークのところにガンが参加しSangsang Soymilkのプロモーションを行った。
- 自由時間
- ゲーム

2人1組で2本の棒を使用して様々なサイズのボールをゴールまで運ぶ。
勝ち：カオタン、ルーク、ポンド、ガン
負け：プーウィン、アース、ニオ、ミックス
- 食事
- 自由時間、プール

【4回目配信】
3回目の終了時に引き続きプールで遊ぶ様子が約10分配信された。
【5回目配信（18：00-0：00 ICT）】
- 自由時間
- 料理対決

SeaMeNowの食材を使って15分以内に料理を作り、投票数の多いチームが勝利
勝ち：ガン、ポンド、カオタン、ミックス
負け：プーウィン、ニオ、アース、ルーク
- 負けたチームが片付け

アースが皿洗い中にプレートを落として割る
- 相撲ゲーム

1対1の相撲勝負で背中に付けたSUPER COFFEEを先に取得した方が勝利
勝ち：カオタン、ミックス、ルーク、ポンド
負け：ガン、ニオ、プーウィン、アース
- 人狼ゲーム（プールサイドにて）

負け：カオタン
- ガン、ルーク、アース、ミックスによるファントーク
- カオタン、ポンド、プーウィン、ニオによるファントーク
- 夜食
- ガン挨拶

#### 4日目（9月16日木曜日）
テイ参加初日。この日も3回の配信の間に2回のゲリラライブ配信を実施した。
【1回目配信（8：00-9：00 ICT）】
ルークがくつろいでいるところにテイが玄関にやってくるところから配信開始。プーウィンとルークが出迎え、そのまま3人で他のメンバーを起こしに行った。
- テイ入居
- 起床
- 「KING OF THE DAY（今日の王様）」を決めるゲーム

好きな数字を書いて、テイの体重に最も近い数字を書いた人が勝利（プフィン）
- テイからの差し入れ配布
- 食事準備

【2回目配信】
テイの自撮りにより、食卓から配信開始し、その後荷物を部屋に運び荷ほどきをする様子が約15分間配信された。
【3回目配信（12：00-14：00 ICT）】
ニオとポンドのセッションから配信開始された。しかし配信後約1時間で配信トラブルが発生し、約5分間配信が中断された。
- 自由時間
- 魔法の絨毯ゲーム

魔法の絨毯の上に座って手を使わずに移動し、最も早くゴールできた人が勝利
ニオとプーウィンとの決勝戦前に配信トラブル発生
勝ち：プーウィン
- 食事
- 自由時間、人狼ゲーム

【4回目配信】
ルーク、テイ、カオタンがダーツで遊ぶ様子から配信開始された。その後天の声の指示により昨夜人狼で負けたカオタンがバスルームの掃除をすることとなり、テイとミックスが手伝った。このときはじめてバスルームの内部が配信された。配信は約15分で終了した。
【5回目配信（18：00-0：00 ICT）】
- 自由時間
- ビッグロッキングゲーム

トゲの付いた帽子をかぶり、目を閉じる。頭上を揺れる風船を割った人が負け
アースが総合優勝したためアースのみ+2コイン獲得
勝ち：アース、テイ、ポンド、プーウィン
負け：ミックス、ニオ、ルーク、カオタン
- 食事準備

2人1組になって料理を作る
- 片付け
- あっちむいてホイゲーム

勝ち：ポンド、ルーク
最下位のニオが勝てばポイントを奪える勝負でトップのカオタンに挑戦したが、負けたことで逆にポイントを奪われた
- 人狼ゲーム
- カオタン、プーウィン、アース、ニオによるファントーク
- テイ、ルーク、ポンド、ミックスによるファントーク
- 人狼ゲーム

#### 5日目（9月17日金曜日）
この日も3回の配信の間に2回のゲリラライブ配信を実施した。
【1回目配信（8：00-9：00 ICT）】
全員寝ている様子から配信開始され、天の声によって起こされた。いつもは起きているルークは、今朝も起きたものの雨が降っていたため2度寝していた。
- 起床
- 「KING OF THE DAY（今日の王様）」を決めるゲーム

布の両端から転がり、より多く転がることができた人が勝利（ニオ）
- 朝食準備

【2回目配信】
朝食準備の続きから食事風景が、約20分間配信された。
【3回目配信（12：00-14：00 ICT）】
カオタンとルークによるセッションから配信開始された。
- 自由時間
- コップ落としゲーム

風船の空気を利用して机の上の紙コップを吹き飛ばし、先に全てを落とせた人が勝利
勝ち：アース
- ポンドとニオが勉強するプーウィンのためにSeaMeNowのカニカマを使用したサンドイッチを作って差し入れ
- 自由時間
- テイによるソムタム作り
- プールサイドで食事

【4回目配信】
ルークがプールで泳いでいる様子から配信開始された。その後メンバーがプールサイドに集まりテイ主導による写真撮影会が実施された。配信は約15分で終了した。
【5回目配信（18：00-0：00 ICT）】
8人が集まってゲームをしている様子から配信開始された。途中、プールサイドにてレオ・ソッセイがゲストで参加した。
- 自由時間
- レオ参加
- 浮き輪ゲーム

今日の王様であるニオは好きな人を2人選べる（ミックス、アース選出）
ステージ１: 4人1組で手をつないだ状態で、浮き輪をより早く受け渡せたチームが勝利
ステージ２: DEO KLEARを使用したくじでペアを決定
曲が鳴っている間ダンスをし、止まった瞬間プールの中央にある浮き輪を手に入れる。先に手に入れられたチームが勝利
勝ち：テイ、ポンド、プーウィン、カオタン
負け：ニオ、アース、ミックス、ルーク
- 夕食

勝ったチーム：しゃぶしゃぶ
負けたチーム：ごはんとナンプラー
- 番組プロデューサーであるゴッジとリモートでトーク

ゲーム：次の寝姿は誰か
- 自由時間
- 叩いてかぶってジャンケンポン

勝ち：ミックス
- テイ、カオタン、ミックス、ポンドによるファントーク
- ニオ、プーウィン、アース、ルークによるファントーク
- 人狼ゲーム

#### 6日目（9月18日土曜日）
6日目は午前中に1回だけゲリラライブ配信を実施した。
【1回目配信（8：00-9：00 ICT）】
ルークがプールサイドでシャドーボクシングをしている様子から配信開始。
- 起床
- 「KING OF THE DAY（今日の王様）」を決めるゲーム

スーパーパイロットは誰だゲーム
紙飛行機を飛ばし、的から最も遠い人が脱落していき、最後に残った人が勝利（ルーク）
- 朝食準備

【2回目配信】
食事風景から食後のゲームに興じる様子が約30分間配信された。
- 食事
- お金掬いゲーム

目隠しをした状態で、パッドの中の紙幣をフライ返しで掬う
【3回目配信（12：00-14：00 ICT）】
全員がリビングにてトークする様子から配信開始された。その後実施された乗馬ゲームでプーウィンとテイが衝突し一時ゲームが中断されるハプニングが発生した。
- 乗馬ゲーム

2チームに分かれてボールにまたがり、どちらが早くゴールできるかを競う
勝ち：アース、ルーク、ニオ、プーウィン
負け：テイ、カオタン、ミックス、ポンド
- ピンポン玉取り出しゲーム

箱に入ったピンポン玉を手を使わずに箱から出し、早く出したチームが勝利
勝ち：アース、ルーク、ニオ、プーウィン
負け：テイ、カオタン、ミックス、ポンド
- Peppermint Fieldを使った即興ランウェイ
- 食事、デザート（マスカット）
- 自由時間

【4回目配信（18：00-0：00 ICT）】
- 自由時間
- 振動ゲーム

2分以内にプールの中からLactasoyを取得し、揺れるボードの上に立ったメンバーの持つお盆に積み重ねていく。より多く積み重ねられたチームが勝利
勝ち：アース、ルーク、ニオ、プーウィン
負け：テイ、カオタン、ミックス、ポンド
- 自由時間（プール）
- 食事
- 片付け
- テレビ視聴
- クラッシュチャンピオン

ミニカーの前方に針を、後ろに風船を付け走らせる。最後まで風船が残った人が勝利
優勝者はコインプラス２、準優勝者がプラス1、各ラウンドで最初に割れた人はコインがマイナスされる
勝ち：カオタン（＋2）、ポンド（＋1）
負け：ルーク、プーウィン
- あっちむいてホイ

最下位のニオがポンドに挑戦するも、惨敗しコインを2つ奪われる
- 人狼ゲーム
- 自由時間
- 夜食

プーウィンが中心になって焼き肉やカルボナーラを作る
- カオタン、アース、ルーク、ミックスによるファントーク
- テイ、ニオ、プーウィン、ポンドによるファントーク
- 自由時間

#### 7日目（9月19日日曜日）
最終日。7日目は午前中に1回だけゲリラライブ配信を実施した。 最終日ということでコメント欄には「シーズン2」を希望するメッセージが溢れた。
【1回目配信（8：00-9：00 ICT）】
プールサイドでストレッチをするルークの様子から配信開始された。その後天の声によって起こされたメンバーがプールサイドに集合し、全員で体操した。
- 起床
- 体操

全員で講師役を交代しながら2分ずつ体を動かす
- Peppermint Fieldを使った即興ランウェイ
- 「KING OF THE DAY（今日の王様）」を決めるゲーム

テーブルの上に並べられたカードを1枚ずつ取り、ジョーカーを引いた人が勝利（プーウィン）
- 朝食準備
- 食事

【2回目配信】
食後の食卓でメンバー全員で話している様子が約15分間配信された。
【3回目配信（12：00-14：00 ICT）】
ルークとカオタンはダーツを、ニオ・ミックス・ポンド・プーウィンはUNOをやっている様子から配信開始された。
- 自由時間
- ヘッドゴルフ

ボールの入ったストッキングを頭に被り、床の上の紙コップのピンポン玉を落とす。より早く落とせた人が勝利
テイとルークによる決勝戦で1回目が同時だったためやり直しをした結果、ルークが勝利した
勝ち：ルーク
- 食事
- 探索ゲーム

ステッカーの貼られたアイテムを家中から探し出し、探し出したアイテムの数だけコインを取得できる
4個：ミックス
3個：アース、プーウィン
2個：テイ、カオタン、ルーク、ニオ
1個：ポンド
- 自由時間

【4回目配信（18：00-0：00 ICT）】
プーウィンが掃除をし、それ以外のメンバーがセッションしている様子から配信開始された。最終日の最終回ということで、閉会式が実施された。
- 自由時間
- テイとルークによるDEO KLEARプロモーション
- 閉会式準備
- 仮装ランウェイ

アース：オオカミ
ポンド：忍者（侍ボーイ）
プーウィン：生肉
カオタン：おにぎり
ミックス：焼き鳥＋焚火
テイ：サボテン＋籠
ルーク：ウサギ
ニオ：クライトーン＋ワニ（タイの民話ไกรทอง）
- 料理の鉄人（中華）勝利シェフによるディナーの紹介
- 夕食
- ガンの等身大パネル登場

気球に乗るパイロットの仮装
気球の籠はテイが着用しているものと同じ
- 片付け
- オープン・ザ・カーテンゲーム（最後のゲーム）

2チームに分かれ、ある特定のカテゴリに属する単語を考える。相手チームの単語覚え、カーテンが開いたとき向こう側にいる相手の単語を素早く言えた方が勝利
1回戦目（果物）
勝ち：アース、ポンド、テイ、カオタン
負け：ルーク、ニオ、プーウィン、ミックス
2回戦目（動物）
勝ち：カオタン、ニオ、ルーク、ポンド
負け：テイ、アース、プーウィン、ミックス
3回戦目（名前スイッチ）
勝ち：テイ、アース、プーウィン、ミックス
負け：カオタン、ニオ、ルーク、ポンド
- 結果発表

「King of Safe House」をカオタンが受賞
賞品はギターを所望した
- 着替え、片付け
- プーウィン、テイ、ニオ、ポンドによるファントーク
- カオタン、アース、ルーク、ミックスによるファントーク
- プレイルームで談笑
- 閉会式

思い出の写真配布
表彰
プーウィン：天才シェフ
ポンド：オムレツパワーダンサー
ルーク：ユーモアメーター
テイ：面白シェフ
ミックス：ミックス・アンド・スクリーム
ガン：小さなギャングリーダー（オンラインで受賞）
アース：皿割り執事
カオタン：マイクロウェーブ・ボーイ
ニオ：ハスキーボイス
メッセージボード発表
各メンバーからもらったメッセージボードを読み上げる
ルークのボードは読むのが苦手なルークのためにテイが代読した
ガンのボードはテイが代読した
ガンのボード読み上げ後、離席したアースとニオを待って一時中断
全員でセッション
ニオの即興
全員で合唱（曲：ขอบคุณที่รักกัน (Kob Koon Tee Ruk Gun) 歌：Potato）
- 最後の挨拶

## シーズン2

### 出演者
ピーラワット・シェーンポーティラット（クリス）
26歳。『SOTUS/ソータス』などに出演しオフと共演した。マイクとは学生時代からの親友。
15日から18日までの4日間参加。
ジュンポン・アドゥンキッティポーン（オフ）
30歳。『SOTUS/ソータス』などに出演しクリスと共演した。
15日から17日までの3日間参加。
カナパン・プイトラクーン（ファースト）
23歳。『Blacklist』に出演しナノン、JJと共演した。
15日から17日までの3日間参加。
コーラパット・クッパン（ナノン）
20歳。『The Gifted』などに出演しJJ、AJと、『Blacklist』でファーストと共演した。
チンナラット・シリポンチャワリット（マイク）
27歳。『Theory of Love』でオフと、『2gether』でJJと共演した。
チャヤコーン・ジュターマー（ジェージェー）
20歳。AJの双子の兄弟。『The Gifted』や『Blacklist』でナノン、ファーストと、『2gether』でマイクと共演した。
チャヤポン・ジュターマー（エージェー）
20歳。JJの双子の兄弟。『The Gifted』でナノンと共演した。
カシデット・プルークポン（ブック）
25歳。GMMTVの新人。過去に他局で『Friend Forever』というドラマに出演経験がある。フォースとは幼馴染。
ジーラチャポン・シーサング（フォース）
24歳。GMMTVの新人。過去に他局で『That time.. Not forget 』というドラマに出演経験がある。ブックとは幼馴染。
パワット・チットサワンディ（オーム）
21歳。4日目から最終日まで参加。
サッタブット・レーディキー（ドレーク）
21歳。4日目から最終日まで参加。
タワン・ウィホクラット（テイ）
30歳。5日目から最終日まで参加。

### 概説
2021年11月9日、セーフ・ハウスのシーズン2を11月15日より7日間放送することがGMMTVより発表された。今回の優勝者「King of Safe House」には希望する商品に加え、SeaMeNowより3000バーツの賞金が贈られる。

#### 5つのポイント
シーズン1と比べて、下記5つの点についてグレードアップされた。
1. より多くのメンバー
2. より大きな家
3. 寒い気候
4. 新たなアクティビティ
5. より多くのサプライズ

#### スポンサー
- ケンタッキーフライドチキン
- ครัวเขาใหญ่ (Kura Khao Yai Restaurant)
- Swensen's
- Snack Jack
- Dyson
- Dutch Mill
- DEO KLEAR
- LADYBIRD BRAND
- SeaMeNOW
- Canon
- US CAMP
- MAMA OK
- ยุ้งข้าว เขาใหญ่（Yungkhaow Khaoyai）
- ตาทำปลาเผา（Tathamplaphow Restaurant）
- RECALL concept
- Ribs mannn 他

### ランキング
4日目より、オフとファーストが抜け、オフの点数をオームが、ファーストの点数をドレークが引き継ぐ形でメンバーの入れ替えが行われた。5日目からは、クリスが抜け、その点数をテイが引き継いだ。

| 順位 | 1日目      | 1日目  | 2日目      | 2日目  | 2日目 | 3日目      | 3日目  | 3日目 | 4日目               | 4日目  | 4日目 | 5日目       | 5日目  | 5日目 | 6日目    | 6日目  | 6日目 | 7日目    | 7日目  | 7日目 |
| 順位 | 名前       | コイン | 名前       | コイン | 王様  | 名前       | コイン | 王様  | 名前                | コイン | 王様  | 名前        | コイン | 王様  | 名前     | コイン | 王様  | 名前     | コイン | 王様  |
| ---- | ---------- | ------ | ---------- | ------ | ----- | ---------- | ------ | ----- | ------------------- | ------ | ----- | ----------- | ------ | ----- | -------- | ------ | ----- | -------- | ------ | ----- |
| 1    | クリス     | 1      | ファースト | 3      | 〇    | クリス     | 4      | 〇    | JJ                  | 5      | -     | AJ          | 7      | -     | AJ       | 10     | 〇    | マイク   | 11     | 〇    |
| 2    | ファースト | 1      | ナノン     | 3      | -     | JJ         | 4      | -     | クリス              | 5      | -     | オーム      | 6      | 〇    | テイ     | 9      | -     | ナノン   | 11→10  | -     |
| 3    | ナノン     | 1      | JJ         | 3      | -     | オフ       | 4      | -     | オーム-オフ         | 5      | -     | テイ-クリス | 6      | -     | ナノン   | 8→7    | -     | AJ       | 10     | -     |
| 4    | JJ         | 1      | クリス     | 2      | -     | ナノン     | 3      | -     | AJ                  | 5      | 〇    | JJ          | 6      | -     | JJ       | 8      | -     | テイ     | 10     | -     |
| 5    | マイク     | 0      | オフ       | 2      | -     | ファースト | 3      | -     | ドレーク-ファースト | 5      | -     | ドレーク    | 6      | -     | ドレーク | 7      | -     | ドレーク | 10     | -     |
| 6    | AJ         | 0      | AJ         | 1      | -     | フォース   | 3      | -     | フォース            | 4      | -     | フォース    | 5      | -     | オーム   | 7      | -     | JJ       | 9      | -     |
| 7    | オフ       | 0      | マイク     | 1      | -     | マイク     | 2      | -     | ナノン              | 4→3    | -     | ナノン      | 5→4    | -     | マイク   | 7      | -     | オーム   | 8      | -     |
| 8    | フォース   | 0      | フォース   | 1      | -     | AJ         | 2      | -     | マイク              | 3      | -     | マイク      | 4      | -     | フォース | 6      | -     | フォース | 6      | -     |
| 9    | ブック     | 0      | ブック     | 1      | -     | ブック     | 1      | -     | ブック              | 1      | -     | ブック      | 2      | -     | ブック   | 4      | -     | ブック   | 4      | -     |

### 放送内容

#### 1日目（11月15日月曜日）
初日は1回のみの配信で、18:00ICTのセーフ・ハウスへの入居から23:00ICTまでの様子が約4時間半配信された。
- 自己紹介
- イカゲーム（だるまさんが転んだ）

勝ち：JJ
- 入室
- 各カメラに向かって挨拶、寝室確認
- 部屋決め

1階：オフ、マイク、ナノン、AJ、ブック
2階：クリス、ファースト、JJ、フォース
- Chicken Deliveryゲーム

ケンタッキー・フライド・チキンをリレーしながら、背中に付けた敵チームのネームタグを奪う。最後まで奪われなかったチームの勝ち。
勝ち：馬チーム（クリス、ナノン、ファースト）
負け：ユニコーンチーム（オフ、AJ、JJ）、恐竜チーム（マイク、ブック、フォース）
- 夕食
- 巨大ジェンガゲーム

巨大ジェンガゲームを行い、触った箱に付けられた簡単な命令を実行する。負けた人は袋叩き。
負け：ファースト
- キャンプスペースへ移動・写真撮影
- 自由時間
- オフ、ファースト、フォース、ブックによるファントーク
- クリス、マイク、ナノン、AJ、JJによるファントーク
- 自由時間(ゲーム)

#### 2日目（11月16日火曜日）
2日目は3回の配信の間に2回のゲリラライブ配信を実施した。
【1回目配信（8：30-9：00 ICT）】
マイクとオフによって他のメンバーが起こされるところから配信開始された。
- 起床
- KING COWBOYゲーム

カウボーイの衣装を身に着けてカウボーイになりきって写真を撮る。写真をCanonのプリンターで印刷し、ピンク色の馬を持った人が「KING OF THE DAY」（ファースト）
- 朝食準備

【2回目配信】
朝食の様子が約10分間配信された。
【3回目配信（12：00-13：30 ICT）】
マイクとフォースは野外で運動を、それ以外のメンバーは屋内にいるところから配信開始された。
- 自由時間

オフがAJとJJにおにぎりをふるまいスポンサー商品のプロモーションを行った。
クリスがファーストとKFCのプロモーションを行った。
- 昼食
- アヒルで旗取りゲーム

今日の王様であるファーストがチーム決め（3人3チーム）
プールに浮かぶ旗をアヒルに乗って取りに行く。早かったチームが勝利
ナノンはプールには入らなかった
「クリス、マイク、ナノン」（勝）x「オフ、AJ、JJ」
「ファースト、フォース、ブック」x「オフ、AJ、JJ」（勝）
「ファースト、フォース、ブック」（勝）x「クリス、マイク、ナノン」
- 天の声の指示によりナノンがランキングボードを更新

王様のファーストに1コイン追加。全チーム1回勝利したため全員に1コイン追加。
【4回目配信】
自由時間にカードゲームをする様子などが約15分間配信された。
【5回目配信（18：00-23：00 ICT）】
野外でテントを組み立てようとしているところから配信開始された。
- テント設営
- メダル獲得ジャンピングゲーム

衝立をはさんでトランポリンに乗り、ジャンプしながら伝言ゲームをする。最も早く正解したチームが勝利
お題：イムナースティック（体操）、メーンカップルーン（クラゲ）、マイクロウェーブ（電子レンジ）
勝ち：オフ・JJ・ナノン
- 夕食準備

オフがコップの水を椅子と床にこぼしたことで、フォースがパイプ椅子に座ることになった
- 夕食

他のメンバーが食べている間、ナノンとJJがタイオムレツとチャーハンを調理
- 片付け
- AJ-JJ当てゲーム / Force-Book当てゲーム

フォースとブック主導でどちらがAJでJJかを当てるゲームを実施。その後今度はAJとJJが主導しどちらがフォースでブックかを当てるゲームを実施し、両方ともオフが勝利した。
- 人狼ゲーム

オフとクリスがそれぞれ間違えたことで2回カードの配り直しがされた
- クリス、ファースト、ナノン、AJ、JJによるファントーク
- オフ、フォース、マイク、ブックによるファントーク
- 自由時間
- フォース・ブックが野外のテントで就寝
- ゲームをしながら合唱
- 天の声とマイクが「おやすみなさい」と日本語で挨拶をして終了

#### 3日目（11月17日水曜日）
オフとファーストの最終日。3日目も3回の配信の間に2回のゲリラライブ配信を実施した。
【1回目配信（8：30-9：30 ICT）】
マイクとクリスが朝食準備、オフとファーストがAJとJJを、その後4人でナノンを起こすところから配信開始された。
- 起床
- フォースとブックによるDEO KLEARのプロモーション
- 朝食
- マイクとクリスのトレーニング
- 「KING OF THE DAY（今日の王様）」を決めるゲーム

競馬のおもちゃを動かし、最も早くゴールできた人が勝利（クリス）
- 自由時間

【2回目配信】
プレイルームで遊んでいる様子が約15分間配信された。
【3回目配信（12：00-13：30 ICT）】
マイクが一人で筋トレを、それ以外のメンバーもそれぞれ自由に遊んでいる様子から配信開始された。
- 自由時間
- ファースト、マイク、AJ、JJによるSnack Jackのプロモーション
- スライドゲーム

スケートボードに乗ってボウリングのようにピンに滑り込む。ピンにはステッカーが貼られているものとないものがあり、ステッカーの貼ってあるピン（全25個）を倒した数でスコアを競う。
トップ3にそれぞれ1コインが付与される。
勝ち：フォース（25個）、オフ（21個）、JJ（10個）
- 昼食

【4回目配信】
昼食の続きからゲームをする様子が約15分間配信された。
【5回目配信（18：00-23：00 ICT）】
- 自由時間

クリスとマイクが料理をし、他のメンバーはリビングでゲームなど
- 双頭の鳥ゲーム

2人1組または3人1組になって目隠しをした状態で、地面に置かれたダッチミルプラスを各フレーバー2本ずつ探す。
より早く手に入れ、指定の場所でダッチミルプラスを1本飲みポーズをとれたチームが勝利。
勝ち：マイク、オフ、クリス
- 夕食
- ダーツゲーム、片付け
- カードゲーム
- プール（あひる救出ゲーム）

2人1組または3人1組になって、プールに浮かべられたアヒルを道具を使わずに順番に取り出す。最も多く取れたチームの勝利。
勝ち：AJ、フォース
- 自由時間

オフとファーストがオムレツを作り始め、メンバー交代してファーストとクリスが完成させた
フォースとブックは2人だけで2回のプレイルームで遊んでいた
- クリス、マイク、フォース、ブック、AJによるファントーク
- オフ、ファースト、JJによるファントーク
- オフとファーストの送別会

2人に対して一人ずつメッセージを伝え体にシールを貼る

#### 4日目（11月18日木曜日）
クリスの最終日で、オームとドレークの初日。この日も3回の配信の間に2回のゲリラライブ配信を実施した。 この日は王様が喉が渇いた時にはそれ以外の全員が朝やったエクササイズをやるという遊びが行われた。
【1回目配信（8：30-9：30 ICT）】
マイク、ドレーク、オームが外で遊んでいて、それ以外のメンバーがまだ寝ているところから配信開始された。
- 起床
- 朝のエクササイズ

野外にて全員で講師役を交代しながら運動
6番目にやった人が「KING OF THE DAY」（AJ）
- 朝食準備

マイク、ドレーク、オームの3人でSeaMeNOWのカニカマを使ったサンドイッチを作る
- 「KING OF THE DAY」写真撮影、スコア更新

【2回目配信】
ドレークとオームの荷物の搬入と室内の案内する様子が約20分間配信された。
【3回目配信（12：00-13：30 ICT）】
ナノンとAJ、JJがリビングでゲームをしている様子から配信開始された。
- 自由時間
- フォースとブックによるCanonプリンターのプレゼン

今日のカップルとして今日の王様ボードにプリントアウトした自分たちの写真を貼る
- 浮き輪キャッチゲーム

投げられた浮き輪を体に通す。最も多くキャッチできたチームが勝利
ゲーム中、クリスがサングラスのレンズを片方プールに落とす
勝ち：ドレーク、AJ、JJ
負け：マイク、ブック、オーム
- 昼食準備

ナノンとブックがオムレツを作る
- 昼食

【4回目配信】
それぞれがリラックスしたり遊んだりしている様子が約15分間配信された。
マイク、フォースがプレイルームでゲーム
ナノン、オームがテレビ鑑賞
ドレーク、AJ、JJ、ブックが外でアーチェリー
クリスが片付け
【5回目配信（18：00-23：00 ICT）】
マイク以外がリビングでテレビゲームをしている様子から配信開始された。
- 軽食

オームとフォースとブックがサンドイッチを作り、マイクがドラゴンフルーツを切った
- ライオンガンゲーム

水鉄砲でお互いの頭に付けられた的を撃ちあい、先に的を破りスナックジャックにたどり着いた方が勝利。最後の1人が1コイン獲得。
ナノンがはじめてプールに入った。
勝ち：フォース
- 夕食
- 片付け
- 自由時間
- 人物当てゲーム

目隠しをした状態で、時間内に手探りで一人をつかまえそれが誰かを当てる。当てることができた人はコインを取得できる。
勝ち：オーム、ドレーク、クリス、マイク、AJ
- カードゲーム
- ナノン、AJ、JJ、オーム、ドレークによるファントーク
- クリス、マイク、フォース、ブックによるファントーク
- クリスの送別会

一人ずつクリスにメッセージを伝え花輪を首にかける

#### 5日目（11月19日金曜日）
テイ初日。ローイクラトンのため、夜にセーフ・ハウス内でも祭りが行われた。この日も3回の配信の間に2回のゲリラライブ配信を実施した。
【1回目配信（8：30-10：00 ICT）】
マイクがリビングルームでトレーニングをし、フォースが他のメンバーを起こすところから配信開始された。
- 起床
- 外に出て、2つのカラフルな袋から1つを選ぶ

2には朝食セットが、1にはカメラマンが潜んでいた
- キッチンにてテイ登場
- 朝食
- ドレークとテイによるのプロモーション
- ピンポンゲーム

ラケットの代わりに家の中にあるものでピンポン玉を打ち、カップに入れる。最も多く入れることができた人が「KING OF THE DAY」（オーム）
- 「KING OF THE DAY」写真撮影、スコア更新

【2回目配信】
テイによるシャツとパンツのセットアップとブレスレットのプレゼント配布と着替えの様子が約15分間配信された。ブックのブレスレットはすぐに壊れてしまった。
【3回目配信（12：00-13：30 ICT）】
マイクとオームがプレイルームでゲームをし、テイとAJとJJが野外で飾り付けをしている様子から配信開始された。
- ナノン、フォース、ブック、ドレークによるダッチミルプラスのプロモーション
- 飾り付け

ドレークが他のメンバーにプールに落とされる
- ボール送りゲーム

リビングルームからダイニングルームまで、3人1組で足を使ってボールを運び、最も早くゴールできたチームの勝利
途中マイクがボールを受け取る向きを2回間違えたことでやり直しをし最下位になった
勝ち：テイ、フォース、AJ
- 昼食

ナノンが他のメンバーのためにオムレツを作る
【4回目配信】
野外でウズラの卵焼き（カイノックグラター）を作っている様子などが約20分間配信された。
【5回目配信（18：00-23：00 ICT）】
ナノンとテイのセッションの様子から配信開始された。
- 自由時間
- キャッチゲーム

3人一組になり体をつなげる。2人が手と口を、1人は目をふさいだ状態で気に吊るされたLADYBIRD BRANDの商品を手に入れる。最も多く手に入れたチームが勝利
勝ち：AJ、ナノン、ドレーク
- 料理対決

LADYBIRD BRANDのイカを使って美味しい料理を作る。時間内に最もおいしい料理を作ったチームが勝利。
マイク、ブック、JJ：イカのフライとチリマヨソース
テイ、フォース、オーム：チャーハン
ナノン、AJ、ドレーク：クロワッサンサンドイッチ
勝ち：マイク、ブック、JJ
- 夕食
- 片付け
- Bad Buddy series視聴
- ローイクラトンの灯篭（クラトン）作成
- プールで灯篭流し
- 写真撮影

テイをプールに落とした時にマイクを付けたままのナノンも一緒に落ちる
- 自由時間

マイクがクリスと通話
- AJ、JJ、マイク、ドレークによるファントーク
- テイ、ナノン、フォース、ブック、オームによるファントーク

#### 6日目（11月20日土曜日）
この日も3回の配信の間に2回のゲリラライブ配信を実施した。
【1回目配信（8：30-9：30 ICT）】
マイクによるダッチミルプラスのプロモーションから配信開始された。
- 「KING OF THE DAY」を選ぶゲーム

番号の付いた箱から1つを選び、息を吹き込み中から粉が出てきたら負け。何も出てこなければ勝ちで最後に残った人がKING OF THE DAY（AJ）
- 朝食

【2回目配信】
朝食後の食卓で話している様子が約10分間配信された。
【3回目配信（12：00-13：30 ICT）】
マイク、オーム、ドレーク、フォースによるSnack Jackのプロモーションから配信開始された。
- 自由時間
- 昼食
- ぐらぐら! クレーンパニックゲーム

頭に付けたクレーンを使って、より早くタワーピースを8個積み上げた人が勝ち
1位：テイ（+2コイン）、2位：マイク（+1コイン）
【4回目配信】
フォースとブックがプールサイドで写真撮影したりゲームやアイスを食べている様子などが約10分間配信された。
【5回目配信（18：00-23：00 ICT）】
野外で遊んでいる様子から配信開始された。
- 自由時間
- 人物当てゲーム

プリンターで印刷されたGMMTV所属タレントの子供の頃の写真をもとに、現在の写真を見つけ口を使って取得する。正しい写真を取れたチームの勝ち。
1位：ナノン、マイク、AJ（+2コイン）
2位：テイ、フォース、ブック（+1コイン）
3位：JJ、ドレーク、オーム
- Swensen'sのアイスクリーム商品のプロモーション
- 狩猟ゲーム

リレーで投げ縄を使って動物を捕まえる。より多くの動物を捕まえられたチームの勝ち。
「ナノン（代表）、AJ、マイク」チームと「ドレーク（代表）、オーム、JJ」チームが同点だったため、代表者1名で決勝戦が実施された
勝ち：ドレーク、オーム、JJ
- 野外で夕食
- ジェスチャーゲーム

3人1組でチームを組み、1人が回答者、2人がジェスチャーに分かれて正解できた数を競う。
勝ち：ナノン、JJ、ブック
- 片付け
- テイ、AJ、JJ、ドレークによるファントーク
- ナノン、オーム、フォース、ブック、マイクによるファントーク
- 自由時間

#### 7日目（11月21日日曜日）
最終日。この日は午前中に1回ゲリラライブ配信を実施した。
【1回目配信（8：30-9：30 ICT）】
フォースによってメンバーが起こされる様子から配信開始された。
- 起床
- ボトル＆鉛筆ゲーム

ペットボトルの中に鉛筆を入れて引っ掛けて運ぶ。より早くゴールできた人の勝ち（マイク）
- 朝食準備

ブックとマイクによるLADYBIRD BRANDのプロモーション
- 朝食

【2回目配信】
朝食終わりの食卓でナノン、マイク以外のメンバーが話をしている様子などを約10分間配信した。ナノンは寝ていた。
【3回目配信（12：00-13：30 ICT）】
- ナノンとテイによるケンタッキー・フライド・チキンのプロモーション
- KFC試食
- Sit and Lie Downゲーム

3人1組になり、靴下をはく。床に寝た状態で足で水の入った入れ物を支えながら靴下を脱ぎ、全員が脱ぐのが一番早いチームが勝ち。
勝ち：マイク、ナノン、ドレーク
- 昼食

【4回目配信（18：00-23：00 ICT）】
最終日の最終回ということで、閉会式が実施された。
- 自由時間
- カニキャッチ（最後のゲーム）

3人1組で、1人がカニのモンスターを投げ、カニに扮した2人が手を使わず胴体を合わせてキャッチする。7個のモンスターのうち最も多くをキャッチできたチームが勝ち。
1位：マイク、ナノン、ドレーク（+2コイン）
2位：テイ、オーム、JJ（+1コイン）
3位：フォース、ブック、AJ
ナノンとマイクが11コインで同点となったので、決勝戦でモンスターの籠キャッチを行った
King of Safe House：ナノン
- 「King of Safe House」

ナノンにSeaMeNowより3000バーツの賞金が贈られた
- 閉会式準備
- 仮装ランウェイ（テーマ：森）

オーム＆ナノン：象＆原始人
マイク：モン族（同じ衣装のクリスのパネルと共に登場）
JJ：観葉植物
AJ：草でカモフラージュした狩人
ブック：木
フォース：恐竜
ドレーク：原始人
テイ：緊那羅
ファースト：丸太
オフ：蛇に襲われる人
- 気に入った仮装に投票

Facebookの投票で最も人気を集めた仮装：テイ
- 着替え
- 夕食
- マイク、フォース、ブック、ドレークによるファントーク
- オフ、ファースト、AJ、JJによるファントーク
- テイ、ナノン、オームによるファントーク
- 「King of Safe House」の訂正

ナノンが10コインでマイクが11コインに訂正され、マイクが「King of Safe House」になった
- 片付け
- 閉会式

表彰
ファースト：いじられキング
フォース：キングオブゴールドダディ
ブック：キュートな顔でおねだりする男の子
マイク：ダンサー＆ハウスキーパー「マイク・ラック・マイク・ロング」
クリス：Nongみんなに愛される歌手（パネルで受賞）
ナノン：トリプル・エンジョイ・イーティング
オーム：オーム！ピアンレトリーバー
ドレーク：乗馬と狩猟のMVP
AJ：プロフェッサーAJ
JJ：ベストオブ双子の兄いじり
テイ：HUG牧場オーナー
オフ：赤ちゃんの心を持ったお兄ちゃん
- クリス登場
- メッセージボード発表

各メンバーからもらったメッセージボードを読み上げる
- 全員でセッション

「Khob Khun Tee Ruk Gun」（OST.SOTUS S）
- 視聴者におやすみのキス

## シーズン3

### 出演者
ジュンポン・アドゥンキッティポーン（オフ）
31歳。1日目と、4日目夜から最終日まで参加。
アタパン・プーンサワット（ガン）
28歳。
ピラパット・ワタナセッシリ(アース)
27歳。1日目から3日目までと、6日目から最終日まで参加。
サハパー・ウォンラート（ミックス）
23歳。5日目夜から最終日まで参加。
アーチェン・アイドゥン（ジュン）
21歳。『スター・アンド・スカイ・シリーズ|Star In My Mind』に出演しダンクと共演した。
ナッタチャイ・ブンプラサート（ダンク）
21歳。『スター・アンド・スカイ・シリーズ|Star In My Mind』に出演しジュンと共演した。
タウィナン・アヌクンプラサート（シー）
22歳。
トライ・ニムタワット（ニオ）
21歳。
タナウィン・ティーラプーコーソン（ルイス）
21歳。キーボードが得意。今回は毎日違うパジャマを持ってきた。
ジッポン・ポティウィホック（ジミー）
27歳。現役の医者でもある。

### テーマソング
シーズン3終了後、ルイスが作詞作曲した「Save All Memories in This House」が収録された。作詞にはジュンやニオなど他のメンバーからの助けもあった。
歌い手にはシーズン3の参加者10人に加え、コーラスとしてアームが参加している。

### 概説
2022年3月10日、セーフ・ハウスのシーズン3が3月21日より7日間配信されることが発表された。 今回、参加メンバーはそれぞれに「秘密のベストブラザー」となり、他のメンバーに知られないように秘密のベストブラザーのお世話をする必要がある。そのため手紙で他のメンバーに指示をして、自分のベストブラザーのために自分の代わりにお世話をさせる。また、今回も勝者には希望する商品が贈られる。

#### スポンサー
- ケンタッキーフライドチキン
- Snack Jack
- DEO KLEAR
- Canon
- Dairy Queen
- Peppermint Field
- SUPER
- Dutch Mill
- MAMA OK
- Taokaenoi Food & Marketing
- acmebell　他

### ランキング
1日目の5位以下は順不同。
| 順位 | 1日目    | 1日目  | 2日目    | 2日目  | 2日目 | 3日目    | 3日目  | 3日目 | 4日目    | 4日目  | 4日目 | 5日目    | 5日目  | 5日目 | 6日目    | 6日目  | 6日目 | 7日目    | 7日目  | 7日目 |
| 順位 | 名前     | コイン | 名前     | コイン | 王様  | 名前     | コイン | 王様  | 名前     | コイン | 王様  | 名前     | コイン | 王様  | 名前     | コイン | 王様  | 名前     | コイン | 王様  |
| ---- | -------- | ------ | -------- | ------ | ----- | -------- | ------ | ----- | -------- | ------ | ----- | -------- | ------ | ----- | -------- | ------ | ----- | -------- | ------ | ----- |
| 1    | ジュン   | 1      | ジュン   | 3      | 〇    | ジュン   | 9      | -     | ジュン   | 12     | -     | ルイス   | 15     | 〇    | ジュン   | 16     | -     | ルイス   | 19     | -     |
| 2    | ダンク   | 1      | ガン     | 3      | -     | ガン     | 6      | -     | ルイス   | 10     | -     | ジュン   | 13     | -     | ルイス   | 16     | -     | ジュン   | 18     | -     |
| 3    | ガン     | 1      | オフ     | 3      | -     | オフ     | 6      | -     | ガン     | 10     | -     | ガン     | 10     | -     | ジミー   | 13     | 〇    | ジミー   | 17     | -     |
| 4    | オフ     | 1      | ダンク   | 3      | -     | ダンク   | 6      | -     | ダンク   | 8      | -     | ミックス | 10     | -     | ミックス | 12     | -     | ミックス | 15     | -     |
| 5    | ミックス | 0      | ルイス   | 2      | -     | ニオ     | 6      | 〇    | ニオ     | 8      | -     | ジミー   | 10     | -     | ガン     | 12     | -     | シー     | 15     | 〇    |
| 6    | シー     | 0      | ミックス | 1      | -     | シー     | 5      | -     | ミックス | 8      | -     | ダンク   | 9      | -     | ダンク   | 10     | -     | オフ     | 15     | -     |
| 7    | ジミー   | 0      | アース   | 1      | -     | ルイス   | 5      | -     | オフ     | 7      | -     | ニオ     | 8      | -     | オフ     | 10     | -     | ガン     | 13     | -     |
| 8    | アース   | 0      | シー     | 1      | -     | アース   | 4      | -     | ジミー   | 7      | 〇    | オフ     | 8      | -     | ニオ     | 9      | -     | ダンク   | 12     | -     |
| 9    | ニオ     | 0      | ニオ     | 1      | -     | ミックス | 3      | -     | アース   | 6      | -     | シー     | 7      | -     | シー     | 9      | -     | ニオ     | 9      |       |
| 10   | ルイス   | 0      | ジミー   | 0      | -     | ジミー   | 3      | -     | シー     | 6      | -     | アース   | 6      | -     | アース   | 7      | -     | アース   | 8      | -     |

### 放送内容

#### 1日目（3月21日月曜日）
初日は1回のみの配信で、18:00ICTのセーフ・ハウスへの入居から約5時間配信された。ミックスは6日目まで不在のため、代わりに等身大抱き枕が用意された。この抱き枕は入居直後のミックス探しゲームで発見された。
- ゲーム１：ピンポン玉運び

3チームに分かれて頭の上に付けた入れ物でピンポン玉を運ぶ。より多くの玉を運べたチームの勝ち。ジュン、ダンク、ガンチームが勝利した。
- ゲーム２：相撲スーツで付箋はがし

相撲の着ぐるみを着て、全身に付けた付箋を落とし、残った付箋の数が少ない人が勝ち。オフが勝利した。

#### 2日目（3月22日火曜日）
2日目は3回の配信の他、2回ゲリラ配信された。昼の放送は途中で切れた後再度配信開始されている。また、この日から4日目までオフが朝から仕事のため不在となり、代わりにミックスと同様等身大抱き枕が用意された。
【1回目配信（8：30-9：30 ICT）】
朝食前に決定した「KING OF THE DAY」は当初ルイスであったが、朝食後に判定ミスであったことが判明しジュンに変更された。
- ゲーム：脚ボール入れ

頭の上に置いたボールを脚でつかみ、足元にある籠に入れる。より多くのボールを籠に入れられた人がKING OF THE DAY。
【2回目配信】
ルイスで撮影されたKING OF THE DAYの写真をジュンで撮影しなおしたシーンから約15分間配信された。
【3回目配信（12：00-13：30 ICT）】
1回目の配信では自由時間からゲームまでを約30分間配信、2回目の配信では昼食の様子から約1時間配信された。
- ゲーム：ボール脚リレー

2人1組になって脚のみでボールをリレーし、籠に入れる。より多くのボールを籠に入れられたチームの勝ち。ガンとルイスが勝利した。
【4回目配信】
自由時間を楽しむ様子が約15分間配信された。
【5回目配信（18：00-23：00 ICT）】
ゲームをする様子などが配信された。
- ゲーム１：アイスか水か選択ゲーム

アイスカップAかBのどちらかを選択し、頭の上でカップを傾けて水が入っていた方が負け。ガン、アース、ジュン、ダンクが勝利した。
- ゲーム２：水上手押し相撲

プールに浮かべたステージの上で2人で向き合い手押し相撲をする。ニオ、ルイス、シー、ダンクが勝利した。
- ゲーム３：巨大ジェンガ

ジェンガをしながらそこに書かれたお題のポーズを写真に撮る。
予定時間よりも長くかかりそうだったため途中で中止された。

#### 3日目（3月23日水曜日）
3日目も3回の配信の他、2回ゲリラ配信された。この日はオフとミックスとジミーが仕事で不在のため、等身大抱き枕での参加となった。ジミーは夜に戻った。
【1回目配信（8：30-9：30 ICT）】
アースが他のメンバーを起こす様子から約1時間配信された。
- ゲーム：的当て

スコアの書かれた的に向かってゴムのおもちゃを飛ばす。最もスコアの高い人がKING OF THE DAY。ニオの勝利。
【2回目配信】
食卓でおしゃべりする様子から約20分間配信された。
【3回目配信（12：00-13：30 ICT）】
自由時間から昼食などの様子が配信された。
- ゲーム：Tシャツリレー

抱き枕も含めた9人でTシャツをリレーする。1人は他の9人のメンバーにTシャツを脱ぎ着させる役。成功したため全員が2コインを獲得。
【4回目配信】
リビングでおしゃべりをする様子から約15分間配信された。
【5回目配信（18：00-23：00 ICT）】
自由時間を楽しむ様子から配信開始された。
- ゲーム１：鉛筆ボトル入れ競争

あごの下に長い棒を、鼻の下に鉛筆を挟みダッチミルの4本のボトルすべてにより早く入れられた人の勝ち。1位ジュン（2コイン）、2位シー（1コイン）。
- ゲーム２：人狼ゲーム

1位ニオ（2コイン）、オフ・ガン・ジミー・シー・ルイス・ジュン・ダンク（1コイン）

#### 4日目（3月24日木曜日）
4日目も3回の配信の他、2回ゲリラ配信された。この日はオフとアースとミックスが不在で代わりに等身大抱き枕が用意された。
【1回目配信（8：30-9：30 ICT）】
不在メンバーとのペアをくじ引きで決め、ダンクとオフ、ニオとミックス、ガンとアースになった。
- ゲーム１：家の中に隠されたコインを探せ

コインを見つけられたらボーナスコインを獲得できる。ルイスとニオ（ミックス）の勝利。
- ゲーム２：箱早取りゲーム

指示に従って頭、肩、尻を触りながら合図が出たら素早く箱を取れた人の勝ちでKING OF THE DAYが決まる。ジミーの勝利。
【2回目配信】
朝食の様子から約30分間配信された。
【3回目配信（12：00-13：30 ICT）】
自由時間を楽しむ様子から昼食まで配信された。
- ゲーム：椅子取りゲーム

1位ジミー（2コイン）、2位ジュン（1コイン）
【4回目配信】
昼食の続きから約25分間配信された。ダンクが英語を披露。
【5回目配信（18：00-23：00 ICT）】
オフが戻り自由時間を楽しむ様子から配信開始された。
- ゲーム１：ケンタッキーのセットを作る

2チームに分かれ、写真のセットに映っているメニューと同じ写真を探し正しいセットを作る。
ガン、ジュン、ダンク、ルイス（ミックス）の勝利で2コイン獲得。
- ゲーム２：水鉄砲でコップ撃ちスピード競争（プール）

水鉄砲を撃ちより早くゴールまで運べたチームの勝ち。
ガン、ルイス、オフ、ニオ（ミックス）の勝利。
- ゲーム３：ジェスチャーゲーム

2チームに分かれて仲間のジェスチャーから写真に写ったものを当てる
ガン、ルイス、ジミー、シー（ミックス）

#### 5日目（3月25日金曜日）
5日目も3回の配信の他、2回ゲリラ配信された。この日はアースとミックスの2人が不在のため代わりに等身大抱き枕が用意された。夜の配信時にミックスが初入居した。
【1回目配信（8：30-9：30 ICT）】
起床の様子から朝食の様子などが配信された。
- ゲーム：卵叩きゲーム

机の上の卵にカップを被せ、順番にそれを手でたたく。タイミングよくカップを取り、相手に卵をたたかせた方が勝ちKING OF THE DAYとなる。ルイスの勝利。
【2回目配信】
朝食の続きからプールで遊ぶ様子などが約25分間配信された。
【3回目配信（12：00-13：30 ICT）】
ルイスのキーボードに合わせて歌うなど自由時間を楽しむ様子から昼食の様子などが配信された。
- ゲーム：水噴射ゲーム

口に含んだ水を噴出さないでいられた方が勝ち。ジュン、ルイス、ダンク、ジミー（ミックス）の勝利。
【4回目配信】
自由時間を楽しむ様子から笑ったら負けゲームをする様子などが約25分間配信された。
【5回目配信（18：00-23：00 ICT）】
ミックスが初入居するのをアース以外のメンバーで出迎えるところから配信開始された。
- ゲーム１：障害物競争（プール）

チームメンバーの一人を担ぎ、Snack Jackを手に入れる。落とさないようにしながら障害物を越え、早くゴールまで戻れたチームの勝ち。
オフ、ルイス、ミックス、ジミー、シーの勝利。
- ゲーム２：風船＋カップスタッキング

風船を落とさないようにしながらカップを積み上げる。早く完成させた人の勝ち。
1位ルイス（2コイン）、2位ジミー（1コイン）
- コイン対象外ゲーム：人狼ゲーム、NGワードゲーム

#### 6日目（3月26日土曜日）
6日目も3回の配信の他、2回ゲリラ配信された。
【1回目配信（8：30-9：30 ICT）】
朝からアースが戻っており、起床する様子から配信開始された。
- ゲーム：トイレットペーパー引き

水の入ったグラスをトイレットペーパーの端に載せて紙を引く。紙が切れるまでより長い距離グラスを引けた人がKING OF THE DAY。ジミーの勝利。
【2回目配信】
パジャマ姿でソファでくつろぐ様子から約15分間配信された。
【3回目配信（12：00-13：30 ICT）】
スポンサー商品の紹介などの様子から配信開始された。
- ゲーム：イルカの波ゲーム（プール）

イルカに扮して波を起こし、動物の浮き輪を陸で待つ仲間の元に送る。早い方のチームの勝ち。
全員に1コイン
【4回目配信】
昼食の続きから食卓で手相の話をしている様子やあっち向いてホイなどが約25分間配信された。
【5回目配信（18：00-23：00 ICT）】
集まって話したり筋トレをしている様子などから配信開始された。
- ゲーム１：お腹でシュートゲーム

ヨガボールをお腹を使ってフラフープの中に入れる。より多くボールを入れることができたチームの勝ち。
ジミー、シーの勝利
- ゲーム２：海苔スナック落とし

トイレットペーパーの先に付いた海苔スナックを輪ゴムで撃ち落とし、先に食べたチームの勝ち。
ジュン、ミックスの勝利
- ゲーム３：NGワードゲーム

ジュン、ガン、オフの勝利

#### 7日目（3月27日日曜日）
最終日の7日目も3回の配信の他、2回ゲリラ配信された。
【1回目配信（8：30-9：30 ICT）】
起床の様子から配信開始された。
- ゲーム：カード投げ

トランプをスイカに向かって投げ、刺さった数の多い人がKING OF THE DAY。シーの勝利（2コイン）
【2回目配信】
朝食の続きから約20分間配信された。
【3回目配信（12：00-13：30 ICT）】
自由時間を楽しむ様子から配信開始された。
- ゲーム：ピンポン玉キャッチ

体に付けたカップで仲間の投げるピンポン玉をキャッチする。5つのカップ全てでキャッチできるまでの時間が短いチームの勝ち。
1位オフ・シー（4コイン）、2位ミックス・ジミー（3コイン）、3位ルイス・ダンク（2コイン）、4位ガン・ジュン（1コイン）、最下位アース・ニオ
【4回目配信】
ニオとガンが軽食を作る様子から約20分間配信された。
【5回目配信（18：00-23：00 ICT）】
最終日の最終回ということで、閉会式が行われた。
- ゲーム：スーパーツイスターゲーム

ルイス、ジュン、ジミー、オフ、アースの勝利
- 結果発表

「King of Safe House」はルイスに決定
- 仮装ランウェイ

オフ＆ガン：パンくん＆ジェームス
ジミー＆シー：マイク＆ギター
アース＆ミックス：黒クマ＆白クマ
ジュン＆ダンク：霊媒師＆幽霊
ニオ＆ルイス：農家＆蛇（参考：FLYの「ชาวนากับงูเห่า」）
- 秘密のベストブラザー発表

アース - ジュン
ミックス - シー
ダンク - ジミー
ルイス - ミックス
ガン - オフ
ジュン - ルイス
ニオ - ダンク
ジミー - ガン
シー - アース
オフ - ニオ
- 表彰
- メッセージボード発表
- 合唱

## シーズン4

### 出演者
タワン・ウィホクラット（テイ）
31歳。3回目。初日から4日間のみ参加。
ティティプーン・テーシャアパイクン（ニュー）
29歳。初日から3日間のみ参加。
カナパン・プイトラクーン（ファースト）
24歳。右手を負傷している。
タナワット・ラッタナキットパイサーン（カオタン）
23歳。SS3勝者。
タナポン・スクムパンタナーサーン（パース）
21歳。5日目不在。
ワチラウィット・ルーアンウィワット（チモン）
22歳。
パタラ・エークサーンクン（フォエイ）
27歳。
ナワット・プンポーティンガーム（ホワイト）
27歳。
タナチャイ・ウィチットウォントーン（モン）
25歳。
ハリット・チーワカルン（シング）
25歳。初日から3日間のみ参加。
ナッタワット・ジローティクン（フォース）
17歳。
ノラウィット・ティティチャロエンラック（ジェミナイ）
18歳。
ティーパコーン・クワンブーン（プローム）
18歳。

### 概説
2022年8月23日、セーフ・ハウスのシーズン4が9月5日から11日までの7日間配信されることが発表された。 メンバーは毎回出されるお題のキーワードからイメージされるメンバーをVOTE（投票）する。しかし、最も多く票を獲得した人が良いのか悪いのかは結果が発表されるまで分からない。投票の結果はコイン獲得とは関係がない。また、今回も勝者には希望する商品が贈られる。
4日目の夕食時の会話中、フォエイとホワイトによる不適切な発言があったため、当該配信アーカイブは一時削除され、また翌日には配信中に当人たちによる謝罪がされた。
6日目の昼の配信で行われたゲーム内にて、顔を黒や白に塗ったことで人種差別的であるとの指摘があったが、GMMTVはTwitterにてそれを意図したものではないことと誤解を与えたことを謝罪した。

### ランキング
| 順位 | 1日目      | 1日目  | 2日目      | 2日目  | 2日目 | 3日目      | 3日目  | 3日目 | 4日目      | 4日目  | 4日目 | 5日目      | 5日目  | 5日目 | 6日目      | 6日目  | 6日目 | 7日目      | 7日目  | 7日目 |
| 順位 | 名前       | コイン | 名前       | コイン | 王様  | 名前       | コイン | 王様  | 名前       | コイン | 王様  | 名前       | コイン | 王様  | 名前       | コイン | 王様  | 名前       | コイン | 王様  |
| ---- | ---------- | ------ | ---------- | ------ | ----- | ---------- | ------ | ----- | ---------- | ------ | ----- | ---------- | ------ | ----- | ---------- | ------ | ----- | ---------- | ------ | ----- |
| 1    | テイ       | 2      | フォエイ   | 3      | 〇    | フォエイ   | 5      | 〇    | フォース   | 10     |       | フォエイ   | 12     | 〇    | フォエイ   | 16     | 〇    | フォース   | 21     |       |
| 2    | ニュー     | 2      | テイ       | 3      |       | チモン     | 5      |       | フォエイ   | 10     | 〇    | フォース   | 12     |       | フォース   | 16     |       | モン       | 19     | 〇    |
| 3    | ファースト | 2      | チモン     | 3      |       | フォース   | 4      |       | テイ       | 7      |       | モン       | 10     |       | モン       | 13     |       | フォエイ   | 18     |       |
| 4    | フォエイ   | 2      | フォース   | 3      |       | テイ       | 3      |       | チモン     | 6      |       | テイ       | 9      |       | テイ       | 11     |       | テイ       | 16     |       |
| 5    | チモン     | 1      | ニュー     | 2      |       | モン       | 3      |       | モン       | 6      |       | ホワイト   | 8      |       | ホワイト   | 11     |       | ホワイト   | 16     |       |
| 6    | カオタン   | 1      | ホワイト   | 2      |       | ホワイト   | 3      |       | ホワイト   | 6      |       | プローム   | 8      |       | プローム   | 10     |       | プローム   | 14     |       |
| 7    | ジェミナイ | 1      | ファースト | 2      |       | ファースト | 2      |       | ジェミナイ | 5      |       | チモン     | 7      |       | チモン     | 8      |       | ニュー     | 11     |       |
| 8    | フォース   | 1      | ジェミナイ | 1      |       | ニュー     | 2      |       | ニュー     | 4      |       | ジェミナイ | 6      |       | ジェミナイ | 7      |       | ファースト | 11     |       |
| 9    | モン       |        | カオタン   | 1      |       | シング     | 2      |       | シング     | 4      |       | ファースト | 6      |       | ファースト | 7      |       | シング     | 10     |       |
| 10   | ホワイト   |        | モン       | 1      |       | ジェミナイ | 2      |       | ファースト | 4      |       | ニュー     | 6      |       | シング     | 7      |       | チモン     | 9      |       |
| 11   | シング     |        | シング     | 1      |       | カオタン   | 1      |       | プローム   | 3      |       | シング     | 4      |       | ニュー     | 6      |       | パース     | 9      |       |
| 12   | プローム   |        | プローム   |        |       | プローム   | 1      |       | カオタン   | 2      |       | パース     | 4      |       | パース     | 4      |       | ジェミナイ | 7      |       |
| 13   | パース     |        | パース     |        |       | パース     |        |       | パース     | 1      |       | カオタン   | 4      |       | カオタン   | 3      |       | カオタン   | 7      |       |

### 放送内容

#### 1日目 (9月5日月曜日)
初日は1回のみの配信で、18:00ICTのセーフ・ハウスへの入居から23:00の就寝までの様子が約5時間配信された。
- 自己紹介（自分を3言で表す）
- 投票1

お題のキーワードからイメージされるメンバーの名前を書く。テイが4票を獲得しトップになる。
1番多く票を獲得した人は荷物を持つ必要がなく、運ぶ人を指名できる。テイはモン、ホワイト、シングを指名し、じゃんけんでシングが荷物運び役に決まる。
- 入居
- カメラに向かって記念撮影
- ランダムボックス クッションを持っているのは誰だゲーム

2つのチームに分かれ、片方が3つのボックスの中に1人ずつアイテムを持って隠れる。そのうち1人がクッションを持っている。
フォース、テイ、ニュー、フォエイ、ファースト チームが勝ち1コイン獲得
- 投票2

ファーストとフォースが選ばれる
- 夕食

投票で選ばれた人が他のメンバーに最低1回は給仕してあげる必要がある
かごの屋(しゃぶしゃぶ)
- ゲーム：ハグした相手は誰

くじで5人を選び、1から5番までの数字の上に並ぶ。目隠しをした人が数字を1つ選ぶ。目隠しをしたまま抱きしめた相手が誰かを当てることができれば勝利。
ニュー、テイ、フォエイ、カオタン、ファースト、チモン、ジェミナイが勝ち1コイン獲得
- 自由時間（プールサイド）
- ファントーク（テイ、ニュー、ジェミナイ、フォース、プローム）
- ファントーク（フォエイ、ホワイト、シング、モン）
- ファントーク（チモン、パース、ファースト、カオタン）

#### 2日目 (9月6日火曜日)
【1回目配信（8：30-9：30 ICT）】
　フォース、ジェミナイ、プロームの3人がプールサイドで遊んでいる様子から配信開始された。
- 起床
- 投票1

モンが選ばれ、執事にフォエイを指名。執事は皆のベッドメイクをする必要がある。
- 脚相撲

最後まで勝ち残った人がKING OF THE DAY。フォエイが勝利し1コイン獲得。
- 朝食

プロームが食パンを焦がす
【2回目配信（12：00-13：30 ICT）】
　フォース、ジェミナイ、プロームの3人がゲームをしている様子から配信開始された。
- 自由時間

フォエイによるベッドメイキング
カオタン、チモン、パースがうそ発見器で遊ぶ
シングとファーストによるBETAGROのプロモーション
- 椅子取りゲーム

音楽が止まった時に椅子を取る代わりに椅子に書かれているポーズを先に取った人が勝ち。ホワイトが勝利し1コイン獲得。
- 投票2

ニューが選ばれる。
選ばれた人は通常サイズの皿で、それ以外の人は小さな皿でゴムボートに用意されたヌードルを食べることができる。
- 昼食

【3回目配信（18：30-23：00 ICT）】
　テイ、ニュー、ホワイト、シング、モン、フォエイがテレビゲームをしている様子から配信開始された。
- 自由時間
- ニュー、フォース、ジェミナイ、プロームによるBAKE WORKSのプロモーション
- パズルゲーム（プール）

腕浮き輪を付けた状態でプールの底にあるイラストのパズルピースを拾い、より早くイラストを完成させたチームの勝利。
勝ち：「シング、ホワイト、チモン、フォース」チーム
負け：「フォエイ、モン、テイ、ファースト、パース」チーム、「ニュー、カオタン、ジェミナイ、プローム」チーム
- 自由時間（プール、テレビゲームなど）

パースが指輪を落とし、シングが見つける
- 投票3

フォエイが選ばれる。
選ばれた人が夕食のための炭起こしをする。
- 夕食

屋外で食べる予定だったが、雨が降ってきたためプールサイドの屋根のある場所へ移動した。
ソーセージの感想を言う場面でファーストが突然カオタンのことを可愛いと言う。
- カップ重ねゲーム

5個のプラスチックカップを風船だけを使ってすべて重ねる。早くできた人の勝利。
チモン、フォース、モン、テイが1コイン獲得。
- ファントーク（フォエイ、テイ、パース、モン、ファースト）
- ファントーク（チモン、ホワイト、シング、フォース）
- ファントーク（ニュー、カオタン、プローム、ジェミナイ）

#### 3日目 (9月7日水曜日)
ニューとシングの最終日。
【1回目配信（8：30-9：30 ICT）】
　カオタンとチモンがGARNIERでスキンケアする様子から配信開始された。
- 起床
- チモン、ファースト、カオタンによるダッチミルのプロモーション
- カード落としゲーム

順番にカードを吹き飛ばしていき、最後の1枚を吹き飛ばした人は罰としてショットグラスのライムジュースを飲み干さなければならない。
最初の1杯をゲーム開始前にニューが飲み干したことで、1回目に失敗したモンは罰を免除される。
次に失敗したフォエイが罰を受けるも、グラスの底にキングの印がついていたことでKING OF THE DAYとなる。
- 朝食

【2回目配信（12：00-13：30 ICT）】
　フォエイが読書をしている様子から配信開始された。
- 自由時間
- ゲーム

手袋をした手で風船が落ちないようにしながら、床のぬいぐるみを籠に入れる。落ちるまでにより多く入れられた人の勝利。
チモン、モン、シング、フォースが勝ち1コイン獲得。
- ソムタム作り
- 昼食

【3回目配信（18：30-23：00 ICT）】
　プレイルームで全員が遊んでいる様子から配信開始された。
- 仮装

ファーストはゲームに参加できないため、くじを引き、ニューが勝利したら一緒にコインを獲得できることになった。
仮装衣装はランダムで支給された。
ファースト：ガイコツ
マノーラ：シング（緊那羅）、フォエイ（狩人）
ホンウィチャイ-カウィー (หลวิชัย-คาวี)：プローム（ホンウィチャイ）、パース（カウィー）
プラアパイマニー：ジェミナイ（プラアパイマニー）、フォース（人魚）
グライトーン：カオタン（グライトーン）、チモン（チャラワン）
プラアパイマニー：ホワイト（スッサコーン）、テイ（マーニンマンコーン（竜馬））
プラーブートーン：モン（プラーブー）、ニュー（ウアイ）
- ゲーム

プールの端に置かれたDEO KLEARをより早く掴みケースに入れた人の勝利。
フォエイ、プローム、ジェミナイ、チモン、ホワイト、モンが勝ち1コイン獲得。
- 自由時間
- 夕食
- 投票

シングが選ばれ、シングに指名されたモンと2人で皿洗いをする。
- 自由時間
- ドラえもんカードゲーム

カードに書かれた指示に従う。ドラえもんに指は無いので、ゲーム中誰かを指さしてはいけない。
ニューは体調不良のため見学。
- ファントーク（ニュー、モン、テイ、ホワイト、シング）
- ファントーク（フォエイ、ジェミナイ、チモン、フォース）
- ファントーク（プローム、パース、ファースト、カオタン）
- ニューとシングのお別れ会

ニューのブラウニーとアイスクリームをふるまう。
シングによる弾き語り。
- くじ引き

オレンジを引いた人（フォース）は明日の朝、他の人に見つからないように隠れなくてはいけない。

#### 4日目 (9月8日木曜日)
テイの最終日。ニューとシングが不在のため、2人のフレンドTシャツが用意された。シャツを着たメンバーがコインを獲得したら不在メンバーにもコインが加算される。
【1回目配信（8：30-9：30 ICT）】
- 起床

チモンが皆を起こす。
ホワイトがシングのTシャツを、テイがニューのTシャツを着た。
- フォースを探せゲーム

時間内に家のどこかに隠れているフォースを探す。探し出せた人または隠れ続けられたフォースがコインを獲得できる。
隠れ続けられたのでフォースが2コイン獲得。
- 投票1

チモン、ファースト、テイが同数だったため、決選投票が行われテイが選ばれた。
テイはフォースと繋がれた状態で過ごさなければならない。
- 数取りゲーム

最初に決めた数字を言った人が負け。最後まで残った人が勝利。
フォエイが勝ちKING OF THE DAYとなる。
- 朝食

【2回目配信（12：00-13：30 ICT）】
　テイとフォースがTシャツでまだ繋がれたままダンベル上げをする様子などから配信開始された。
- 自由時間

次のアクティビティのためにプレイルームに集合した際、ホワイトが小さな虫に驚く。
- ランダムフードゲーム

キングであるフォエイがコックとなり、その他のメンバーが選んだ材料をもとに料理を作る。
完成したカオパットを食べた人全員が1コイン獲得。
- 昼食作り

フォエイシェフが引き続き料理する。アシスタントはモン
- 昼食

【3回目配信（18：30-23：00 ICT）】
　昼まではテイがニューのフレンドTシャツを着用していたが、夜はファーストが着用した。
- 自由時間
- FANTA入れゲーム

2組に分かれてコップに入ったFANTAをペットボトルに移し替える。より早くペットボトルを満杯にしたチームの勝ちで1コイン獲得。
勝ち：フォエイ、テイ、ホワイト、モン、フォース、（シング）
- 自由時間

フォエイがファーストの手首のプロテクターを乾かす。
- 投票2

プロームが選ばれた。選ばれた人は大きな箸で夕食を食べなくてはならない。
- 夕飯
- 自由時間

水道が壊れる
- 箱の中身当てゲーム

2コイン：テイ、フォエイ、ジェミナイ、フォース
1コイン：モン、ホワイト、プローム、ファースト、（ニュー）
- 自由時間

家の中に鳥が侵入する
- ファントーク（テイ、ホワイト、ジェミナイ、フォース）
- ファントーク（フォエイ、プローム、モン、パース）
- ファントーク（ファースト、カオタン、チモン）
- テイのお別れ会

テイが作ったカノムパン・サンカヤー・バイトゥーイとお茶をふるまう。
テイとの記念撮影

#### 5日目 (9月9日金曜日)
パースが1日仕事のため不在。
【1回目配信（8：30-9：30 ICT）】
- 起床
- パン食いゲーム

早い者勝ちで数字の書かれたカードを取り、カードの数字の順番にゲームを行う。
トースターから飛び出したパンを口でキャッチできた人が勝利。
なかなか勝負がつかなかったため、3色が含まれるアイテムを家の中から一番早く見つけ出した人が勝利とする。
フォエイが勝利しKING OF THE DAYとなる。
- 投票1

プロームが選ばれる。
午前中の間、お題であるドラえもんの手をする必要がある。
- ファースト、ジェミナイ、フォエイによるDEO KLEARのプロモーション
- 朝食準備
- フォエイ、ホワイトによる昨夜の発言に対する謝罪（ファースト同席）
- 朝食

【2回目配信（12：00-13：30 ICT）】
　カオタンがファーストのためにコーヒーを淹れる様子から配信開始された。
- 自由時間
- 昼食
- くじ引き

投票前に参加できないファーストと、不在のテイ、ニュー、シング、パースとのペアを決める。
ファースト-プローム、テイ-フォース、ニュー-カオタン、シング-フォエイ、パース-ジェミナイ
- 投票2

ホワイトとフォエイが選ばれる。
選ばれた2人には水中メガネが支給される。
- ボートゲーム

2人1組になって背中合わせでボートに乗る。ボートを漕ぎ、早く自分側のマーカーをつかめた方の勝ち。
勝ち：ジェミナイ（パース）、モン、プローム（ファースト）、ホワイト、フォース（テイ）
【3回目配信（18：30-23：00 ICT）】
　チモン、フォース、ジェミナイ、プロームの4人がハッピーニューイヤーカウントダウンをする様子などから配信開始された。
- 投票3

モン、ファースト、カオタンが同数だったため、じゃんけんでモンに決定。
選ばれた人は4人を指名し、その動物の真似をしてもらう。
フォース、プローム、ジェミナイ、チモンの4人が選ばれる。
- 電流イライラ棒ゲーム

Canonプリンターで印刷した友達の写真を手首に付けた状態で電流イライラ棒ゲームをする。無事友達をゴールまで連れて行けた人が多いチームの勝利。
勝ち：プローム（パース）、モン（テイ）、カオタン
- 夕食
- 自由時間
- ジェスチャーゲーム

3チームに分かれ、1人が答え、残りがジェスチャーでお題を伝える。より多く回答できたチームが勝利。
勝ち：フォエイ、プローム（ニュー）、モン
- 自由時間

フォエイがサンドイッチを作る
- ボール取得ゲーム

2人で布の上に1人を乗せて運び、前方のピンポン玉をカップで取る。より多く持ち帰ることができたチームの勝利。
勝ち：フォース、カオタン、チモン（パース）、プローム（ニュー）
- ファントーク（チモン、ジェミナイ、フォース、プローム）
- ファントーク（ホワイト、モン、フォエイ、ファースト、カオタン）

#### 6日目 (9月10日土曜日)
【1回目配信（8：30-9：30 ICT）】
　フォースがひとりギターを弾いている様子から配信開始された。
- 起床
- 鶏ゲーム

引いたくじの順番で好きな箱を選ぶ。箱の中には鶏のおもちゃが入っており、そのうちの1つは頭だけで胴体がない。勢いよく箱の上に座り、音が鳴らなかった人が勝利。
フォエイが勝利し、KING OF THE DAYとなる。
- 朝食

パースが冷凍庫のドアに頭をぶつける
【2回目配信（12：00-13：30 ICT）】
　フォースとジェミナイがチェスをしている様子から配信開始された。
- 自由時間
- ファーストとフォエイによるGARNIERのプロモーション
- ゲーム

くじで不在のメンバーとのペアを決める。カオタン（テイ）、フォエイ（ニュー）、パース（シング）
2チームに分かれて誰か分からないように変装をする。1人ずつ対峙しより早く誰かを当てることができたチームの勝利。また間違えて答えた場合は相手チームのポイントとなる。
勝ち：ジェミナイ、モン、フォース、ホワイト、チモン
- 昼食

【3回目配信（18：30-23：00 ICT）】
　パース、チモン、ジェミナイの3人がキッチンで歌を歌っている様子から配信開始された。
- 自由時間
- Flipゲーム

ランダムに取ったTシャツの柄で、不在のメンバーのペアを決める。ファースト（ニュー）、プローム（テイ）、フォエイ（シング）
ダッチミルのボトルを回転させながら投げ、テーブルの上に立たせることができたら、中央のボトルを自分側に1マス進めることができる。制限時間内に自分の陣地まで進めるか、より自分の陣地に近い位置にボトルを移動させることができた人の勝利。
勝ち2コイン：フォエイ（シング）、フォース、プローム（テイ）、ホワイト、モン
1コインを掛けてファーストとカオタンが勝負し、ファーストが勝ったためカオタンのコインをファーストが貰った
- 夕食

手巻き寿司
- 自由時間
- 中秋節のお祝い

屋外にてお供えとお祈り。歌。子芝居。
- 自由時間
- 棒リレーゲーム

1人1本ずつ様々な形の棒を持ち、タイミングを合わせて隣に移動する。移動する際、自分の棒はその場に残し、移動先にある棒が倒れる前に掴む。最後まで倒さずに残った人が勝利。
勝ち：フォエイ（シング）、フォース
- ファントーク（プローム、パース、チモン）
- ファントーク（ジェミナイ、ファースト、フォース、モン）
- ファントーク（ホワイト、フォエイ、カオタン）
- 自由時間

#### 7日目 (9月11日日曜日)
最終日。夜にはテイ、ニュー、シングも合流した。
【1回目配信（8：30-9：30 ICT）】
- 起床
- 投票1

フォースが選ばれる。
選ばれた人は他の人から崇拝される。
- 朝食

ランダムに配られたボウルの底についている写真で不在者のペアを決める。
モン（ニュー）、カオタン（シング）、パース（テイ）
ペアに選ばれた3人のうち1人にKING OF THE DAYになることができ、モンが選ばれた。
- フォエイ、ホワイト、モンによるDEO KLEARのプロモーション
- 自由時間

【2回目配信（12：00-13：30 ICT）】
　チモンとパースがスキンケアをしている様子から配信開始された。
- 昼食準備
- 昼食
- 投票2

チモンが選ばれるが、票が1票でも入った人は全員ロティサイマイ（わたあめのクレープ包み）を食べることができる。
対象者：チモン、プローム、カオタン、モン、ファースト、パース、ホワイト、フォエイ
最終的に全員で食べることになった。
- カオタンとパースによるCanonプリンターのプロモーション
- スピードゲーム

同じ色のカードを持っている相手のお題のキーワードをより早く言えた人の勝ち。最終的にカードを持っていない人が勝利。
5コイン：ホワイト、モン（ニュー）、パース（テイ）、フォース
4コイン：プローム、パース、カオタン（シング）
3コイン：ファースト
2コイン：フォエイ
- Canonプリンターでプリントアウトした写真にサインを書き込む

【3回目配信（18：30-23：00 ICT）】
　プレイルームで遊んでいる様子から配信開始された。
- 自由時間

クッションで叩いたのが誰かを当てるゲーム
- 夕食

テイ、ニュー、シング合流
- 仮装

「Mini-Me」をテーマに、幼い頃の自分に扮装する。
最も可愛いと思う人にハートのステッカーを贈る
フォース3、チモン3、カオタン1、ファースト1、ホワイト1、プローム1、パース1、ジェミナイ1、フォエイ1
- 記念撮影
- リンボー・ロックゲーム

バーに括りつけられたソーセージなどを口で加えてバーの下を通過する。バーを潜れたらコインを獲得できる。
テイ、フォエイ、モン、フォースが一番下のバーをクリアする。
KING OF SAFE HOUSE SEASON4はフォースに決定。
- ファントーク（カオタン、ファースト、パース、チモン）
- ファントーク（プローム、ジェミナイ、ホワイト、シング）
- ファントーク（フォエイ、モン、テイ、ニュー、フォース）
- 閉会式

表彰
メッセージ
合唱
記念撮影